# Waaier (bloeiwijze)

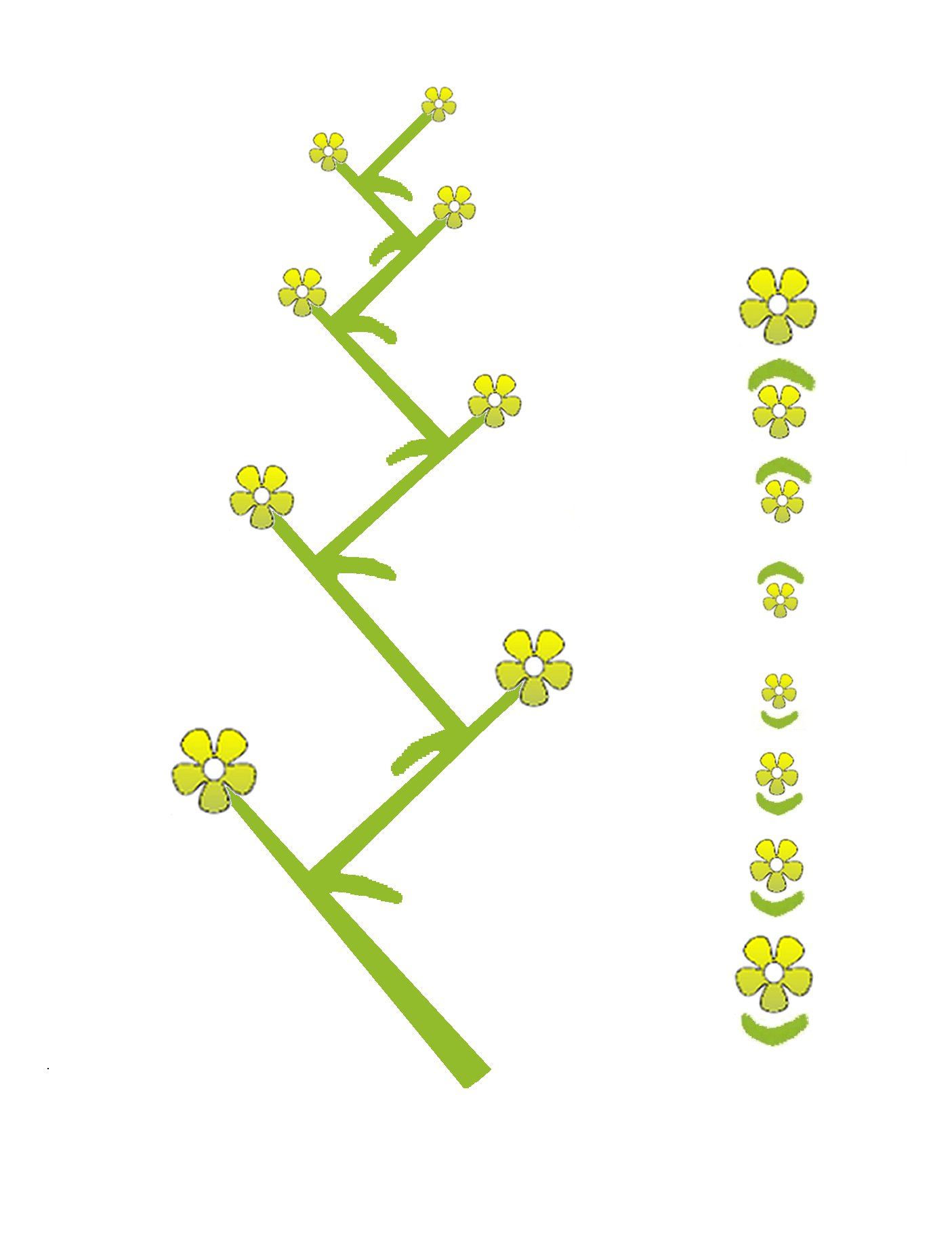
waaier zij- en bovenaanzicht

Een waaier is een bloeiwijze, waarbij de zijassen beurtelings links en rechts van de vorige zijas ontspringen. De bloemen liggen in dezelfde verticale as, zoals bij gele lis en gladiool.
De waaier onderscheidt zich van de sikkel, doordat bij de sikkel de zijassen steeds aan dezelfde kant ontspringen.

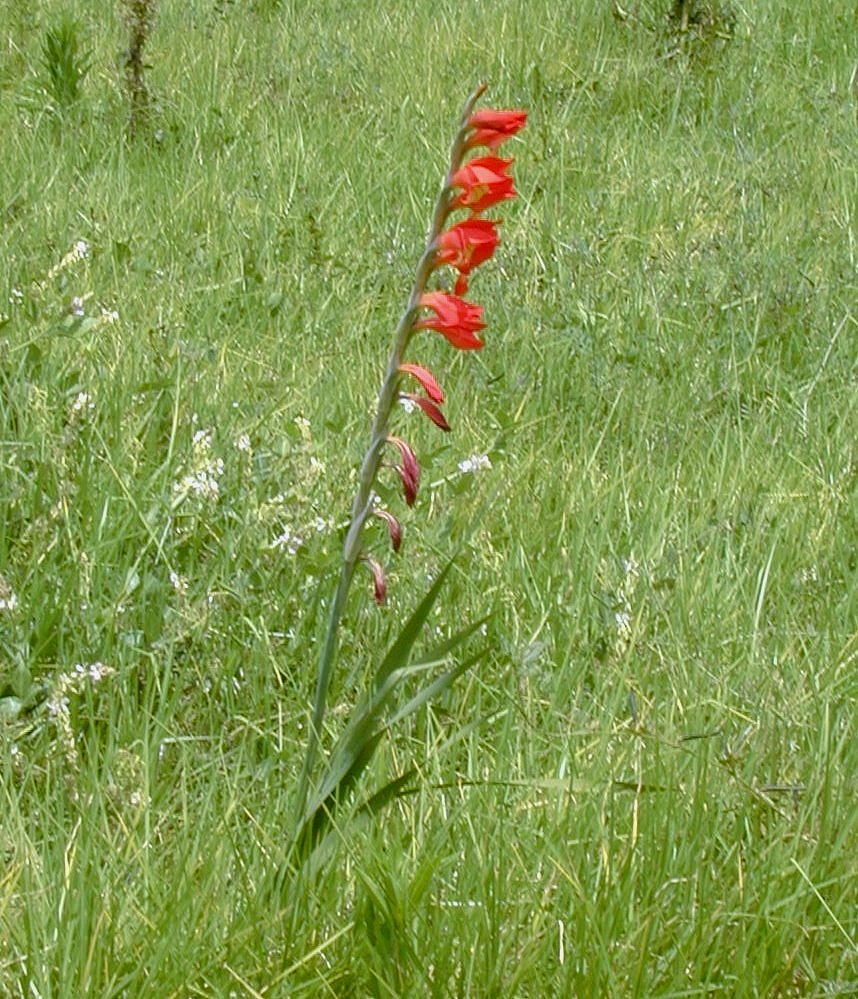
waaier bij Gladiolus delenii
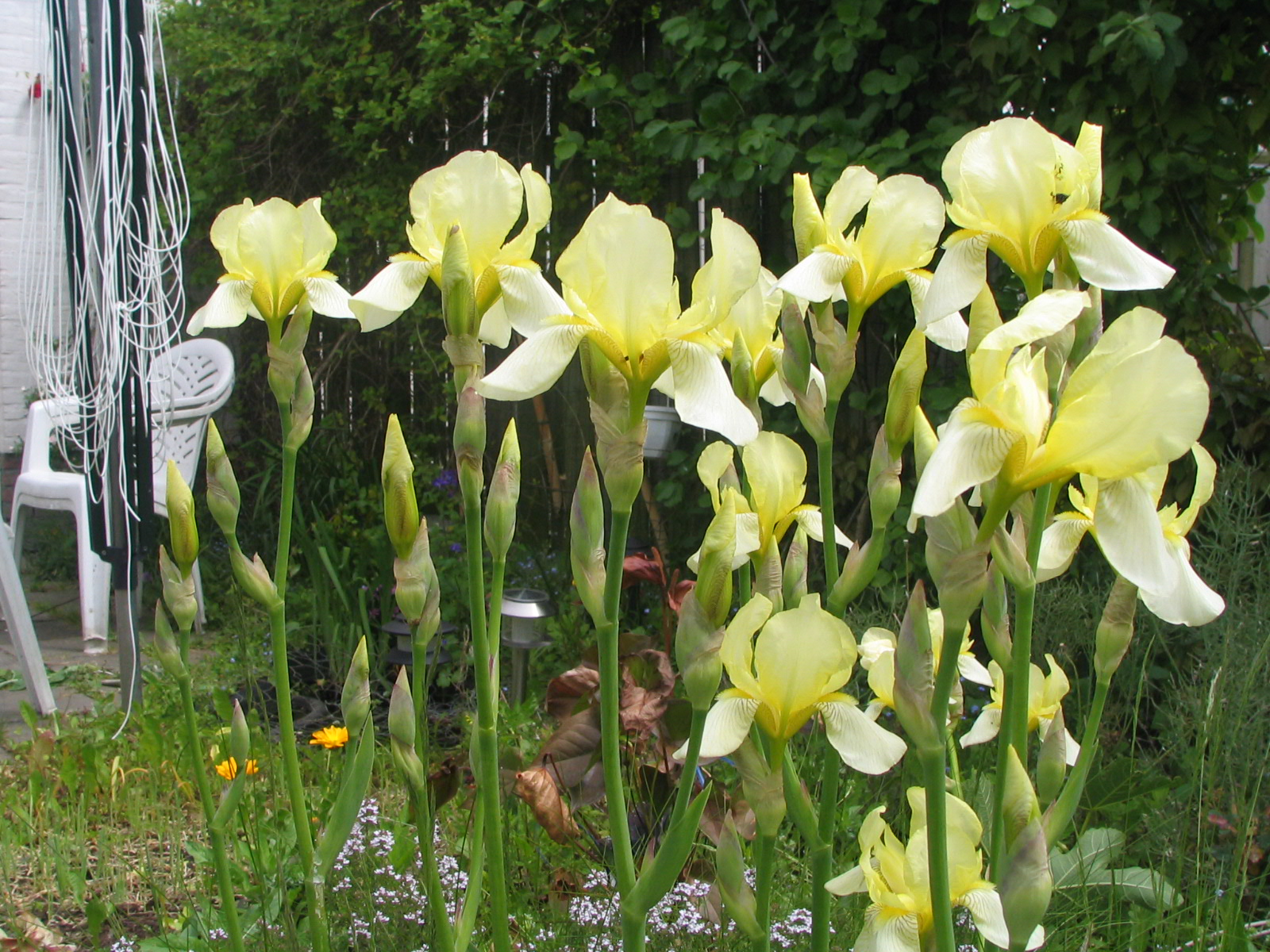
waaier bij een hybride van Iris germanica